# Cá thu đốm Úc
Cá thu đốm Australia (danh pháp hai phần: Scomberomorus munroi) là một loài cá trong họ Cá thu ngừ. Chiều dài thông thường khoảng từ 50 đến 80 cm. Mẫu vật đã được ghi nhận có chiều dài lên đến 104 cm và nặng tới 10,2 kg. Nó được tìm thấy ở miền tây Thái Bình Dương, dọc theo bờ biển phía bắc của Úc, từ vùng Abrolhos Islands khu vực của Tây Úc đến Coffs Harbour và Kempsey ở trung tâm New South Wales. Nó cũng được tìm thấy ở miền nam Papua New Guinea]] Kerema để Port Moresby. Nó ăn chủ yếu là cá, đặc biệt là cá cơm và cá mòi, với số lượng nhỏ hơn tôm và mực. Nó đôi khi bị nhầm lẫn với cá thu Nhật Bản, "S. niphonius ". Tình trạng bảo tồn của các loài chưa được đánh giá bởi các IUCN.